# Висконти, Джованни (архиепископ)
Джованни Висконти (итал. Giovanni Visconti; ок. 1290, Милан — 5 октября 1354, Милан) — представитель дома Висконти, правитель Милана с 1339 по 1354 годы, архиепископ Милана, кардинал.

## Биография
Джованни был третьим сыном Маттео I Висконти и Бонакозы Борри. Он посвятил себя церковной карьере и в 1317 году был избран миланской синьорией епископом Миланским. Однако папа Иоанн XXII отменил это решение, поскольку семья Висконти традиционно принадлежала к политической группировке гибеллинов, оппозиционной по отношению к папскому престолу, и назначил епископом Аикарда ди Комодея. В 1323 году папа Иоанн XXII отлучил от церкви всю семью Висконти, которая выступила против него на стороне императора Людовика IV. После отлучения Джованни становится союзником антипапы Николая V, который в 1329 году возвёл его в сан кардинала.
В 1329 году племянник Джованни, Аццоне Висконти, приобрёл у императора титул правителя Милана и начал восстанавливать власть во владениях своего рода. В 1331 году Джованни стал епископом и правителем города Новара, а в 1339 году, после смерти Аикарда, вернулся в Милан, хотя официально был признан архиепископом Милана лишь в 1342 году буллой папы Климента VI. В том же 1339 году умер бездетный Аццоне, и синьории Милана и других городов назначили Джованни и его брата Лукино соправителями. Государственными делами в основном занимался Лукино, а Джованни ведал делами церковными. В 1341 году Висконти удалось восстановить отношения с папским престолом. Бенедикт XII отменил все решения против миланских правителей в обмен на их признание папской власти.
В начале 1340-х годов группа влиятельных горожан Милана, недовольная правлением Лукино, попыталась свергнуть правителей города. Заговор был разоблачён, а в числе заговорщиков оказались племянники Лукино и Джованни, Маттео, Галеаццо и Бернабо, которых Лукино изгнал из Милана. Разобравшись с внутренними врагами, Лукино существенно расширил свои владения, присоединив к ним города Боббио, Асти, Парму, Алессандрию и Тортону. В 1349 году, после смерти Лукино, Джованни стал единоличным правителем Милана. Он разрешил племянникам вернуться и объявил их своими наследниками. В последние годы своего правления Джованни приобрёл у семейства Пеполи Болонью и захватил власть в Генуе, ослабленной нападениями Венеции и Арагона, хотя эти приобретения недолго пробыли под властью Висконти.
Джованни Висконти умер в 1354 году, его владения были разделены между тремя его племянниками.

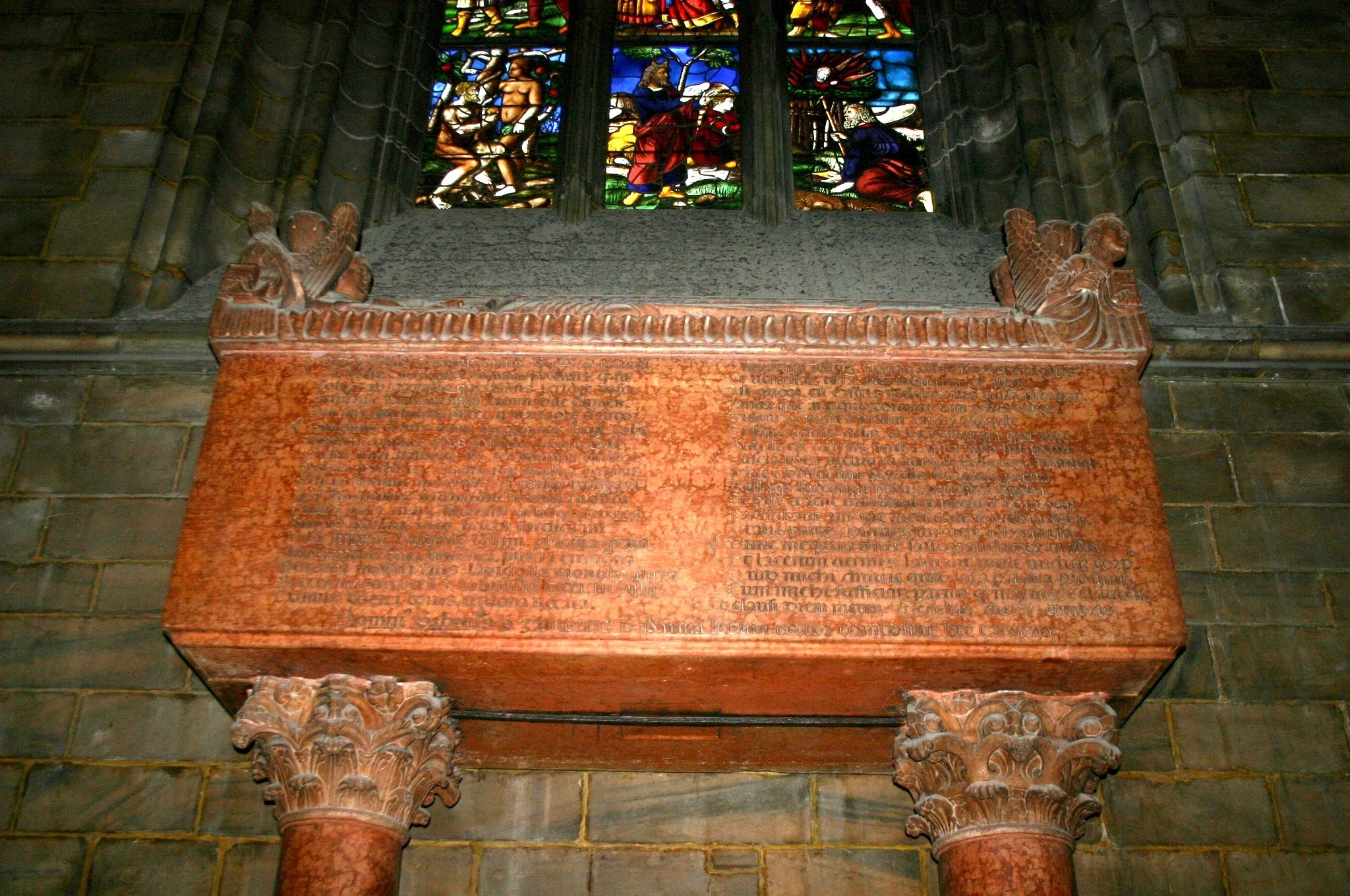
Могила Джованни Висконти в Миланском соборе